# Richland (Michigan)
Pour les articles homonymes, voir Richland.
Richland est un village du comté de Kalamazoo dans l'État du Michigan aux États-Unis.